# 석철주
석철주(石鐵周, 1950년 8월 21일 ~ )는 대한민국의 화가이다. 학력은 추계예술대학교 동양화, 동국대학교교육대학원 미술교육 석사학위를 받았다. 현재 추계예술대학교 동양화과 교수로 재직 중이다.
아버지와 정분이 두터운 사이였던 청전 이상범에게 16세 때 사사한 후 그림에 입문하였고, 27세에 추계예술대학교에 입학해 그 전에 접하지 못했던 교육을 받으며 공간과 인물과 정물, 세계에 대해서 새롭고 체계적으로 보게 되었다. 항아리를 소재로 그림을 많이 그리며 수상도 많이 하여 항아리 작가로도 불렸다.
전통적 동양화 재료와 전통적 기법 위에 현대적 재료(아크릴 물감 등)와 현대적 기법을 한층 추가해 현대 동양화 방향에 한 획을 그었다는 평가를 받는다. 최근에는 신몽유도원도를 그려 안견의 몽유도원도를 성공적으로 재해석하고 재현하였다는 평을 받고 있다.

## 수상
- 1970년 대한민국미술전람회(국전) 입선
- 1970년 이후 국전에서 7회 입선
- 중앙미술대전에서 연 3회 특선(1979, 1980, 1981)
- 제9회 미술기자상 (1990)
- 한국미술작가상 (1997)
- 한국미술평론가협회상 (2010)

## 출신 학교
- 추계예술대학교 동양화
- 동국대학교교육대학원 미술교육전공 석사